# NGC 1253
NGC 1253 (другие обозначения — MCG -1-9-18, UGCA 62, ARP 279, KUG 0311-030, PGC 12041) — спиральная галактика с перемычкой (SBc) в созвездии Эридан.
Этот объект входит в число перечисленных в оригинальной редакции «Нового общего каталога».
NGC 1253 имеет ярко выраженное кольцо из нейтрального водорода и чёткую спиральную структуру. Структура скоростей водорода показывает, что спиральные рукава в этой галактике внезапно изменили своё положение.